# Michaił Tołstych
Michaił Siergiejewicz Tołstych (ros. Михаил Сергеевич Толстых), właściwie Mychajło Serhijowycz Tołstych (ukr. Михайло Сергійович Толстих, ur. 19 lipca 1980 w Iłowajśku, zm. 8 lutego 2017 w Doniecku), ps. „Giwi” (ros. Ги́ви, ukr. Гіві) – ukraiński robotnik, wojskowy, bojownik separatystyczny i terrorysta pochodzenia gruzińskiego, samozwańczy pułkownik, jeden z przywódców Ludowej Milicji Donbasu, dowódca batalionu „Somali”. Jeden z najbardziej rozpoznawalnych uczestników wojny w Donbasie, oskarżany o zbrodnie wojenne.

## Życiorys
Urodził się w Iłowajśku w obwodzie donieckim, w Ukraińskiej SRR. Tołstych miał korzenie gruzińskie do czego nawiązywał jego pseudonim „Giwi” będący gruzińskim imieniem. W latach 1998–2000 służył w Wojskach Lądowych Ukrainy jako mechanik-kierowca czołgów. Po odbyciu zasadniczej służby wojskowej pracował między innymi w wytwórni lin, jako parkingowy oraz budowlaniec.
Podczas konfliktu na wschodzie Ukrainy od 2014 roku brał udział w walkach po stronie prorosyjskich separatystów. Uczestniczył między innymi w bitwie pod Iłowajśkiem (7 sierpnia – 2 września 2014) oraz w drugiej bitwie o lotnisko w Doniecku (28 września 2014 – 21 stycznia 2015) jako dowódca znanego z brutalności batalionu „Somali”. W styczniu 2015 za pośrednictwem serwisu YouTube w Internecie pojawiło się nagranie na którym żołnierze Batalionu „Somali” bili wziętych do niewoli obrońców lotniska w Doniecku, a sam Tołstych odcinał naszywki z flagą Ukrainy z ich mundurów i wpychał je jeńcom do ust. 16 lutego 2015 roku Rada Europejska objęła Tołstycha sankcjami, za rażące łamanie Konwencji Genewskich natomiast w czerwcu tego samego roku Ministerstwo Spraw Wewnętrznych Ukrainy wystawiło za nim list gończy, oskarżając o tworzenie nielegalnych oddziałów zbrojnych w Donbasie. Był pułkownikiem Sił Zbrojnych DRL.

### Okoliczności śmierci
Tołstych zginął w swoim donieckim biurze, które miało zostać ostrzelane przy użyciu rakietowego miotacza ognia nad ranem 8 lutego 2017 r. W związku ze śmiercią Tołstycha w Donieckiej Republice Ludowej ogłoszono trzydniową żałobę narodową. Władze DRL oskarżyły siły ukraińskie o przeprowadzenie zamachu, natomiast urzędnicy ukraińscy twierdzili, że był to wynik sporów wewnętrznych w DRL.
W 2022 r. ukraiński dziennikarz Jurij Butusow stwierdził że zamach na Michaiła Tołstycha został dokonany przez SBU na polecenie ówczesnego prezydenta Ukrainy Petra Poroszenki. Według tego scenariusza Tołstych miał zginąć w wyniku zdalnego odpalenia ładunku wybuchowego umieszczonego pod łóżkiem.
Pod koniec lutego 2024 roku na stronie The New York Times'a ukazał się artykuł opisujący zakulisową wojnę szpiegowską w konflikcie rosyjsko-ukraińskim na przestrzeni lat z własną wersją zdarzeń, zgodnie z którą zamachy na separatystycznych dowódców wojskowych były przeprowadzane przez jednostkę SBU przeszkoloną przez amerykańską CIA. Według tego źródła wybuch miał nastąpić przez zdalne wystrzelenie nieokreślonej naramiennej wyrzutni rakietowej z budynku po przeciwnej stronie ulicy w chwili gdy Tołstych wszedł do biura.